# امتياز الذكورة

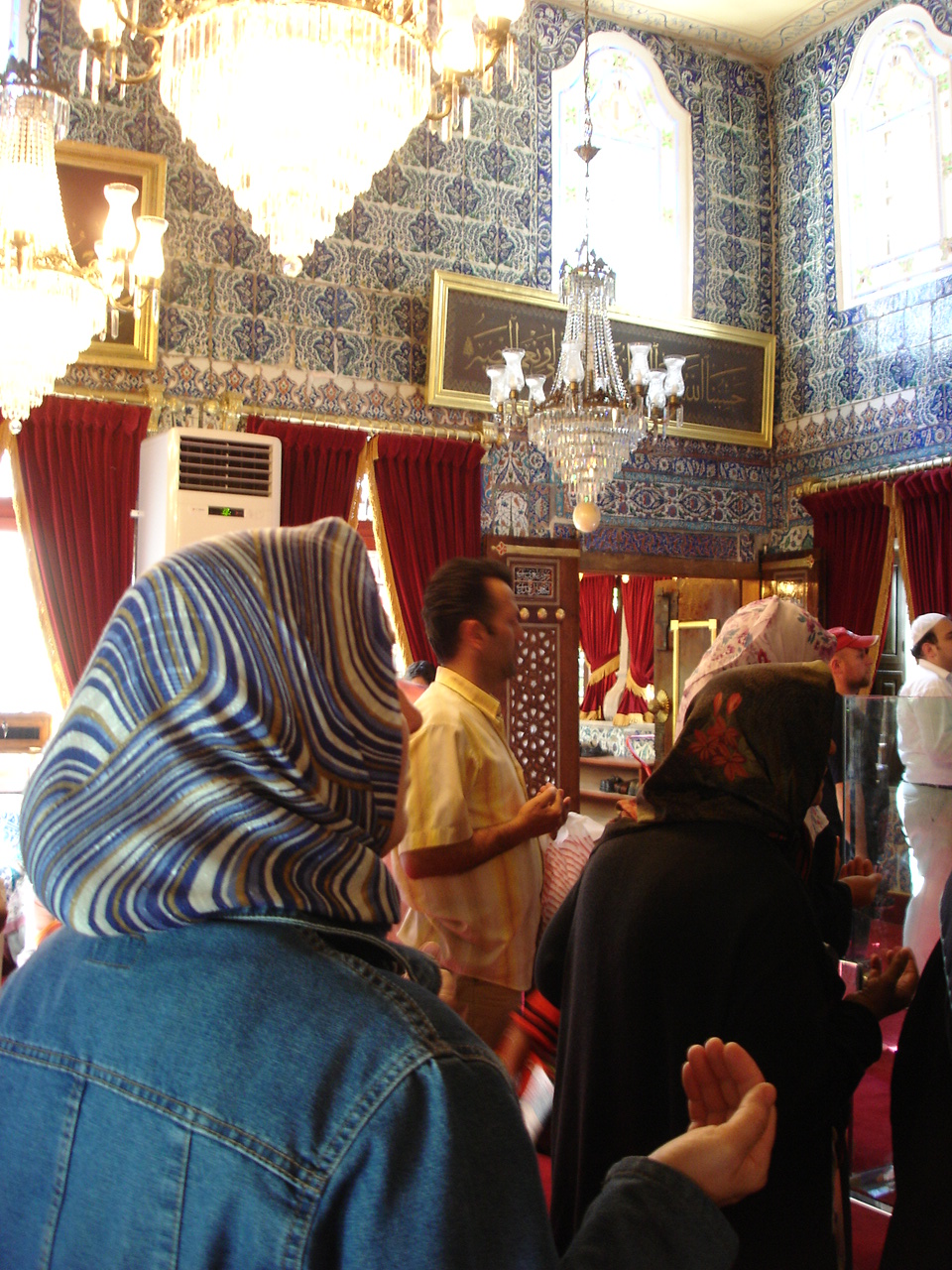

امتياز الذكورة هو مصطلح لمزايا أو الحقوق الاجتماعية والاقتصادية والسياسية التي تتاح للرجال فقط على أساس جنسهم. وصول رجل لهذه الفوائد قد تعتمد أيضَا على خصائص أخرى مثل العرق، والتوجه الجنسي والطبقة الاجتماعية.